# Mistrzostwa Świata w Szermierce 2016
Mistrzostwa Świata w Szermierce 2016 odbyły się w dniach 25-27 kwietnia 2016 roku w brazylijskim Rio de Janeiro. Rozegrano tylko te konkurencje, które nie zmieściły się w programie igrzysk olimpijskich w Rio de Janeiro: drużynową szablę mężczyzn oraz drużynowy floret kobiet.

## Klasyfikacja medalowa
| Lp. | Państwo           | złoto | srebro | brąz | Razem |
| --- | ----------------- | ----- | ------ | ---- | ----- |
| 1   | Rosja             | 2     | –      | –    | 2     |
| 2   | Włochy · Węgry    | –     | 1      | –    | 1     |
| 4   | Francja · Rumunia | –     | –      | 1    | 1     |

## Medaliści

### Mężczyźni
| Złoto                                                                               | Srebro                                                                  | Brąz                                                                           |
| Szabla                                                                              |                                                                         |                                                                                |
| Rosja · Dmitrij Danilenko · Kamil Ibragimow · Nikołaj Kowalow · Aleksiej Jakimienko | Węgry · Tamás Decsi · Nikolász Iliász · András Szatmári · Áron Szilágyi | Rumunia · Alin Badea · Ciprian Gălățanu · Tiberiu Dolniceanu · Iulian Teodosiu |

### Kobiety
| Złoto                                                                                    | Srebro                                                                            | Brąz                                                                     |
| Floret                                                                                   |                                                                                   |                                                                          |
| Rosja · Inna Dierigłazowa · Aida Szanajewa · Łarisa Korobiejnikowa · Adelina Zagidullina | Włochy · Martina Batini · Elisa Di Francisca · Arianna Errigo · Valentina Vezzali | Francja · Gaëlle Gebet · Astrid Guyart · Pauline Ranvier · Ysaora Thibus |